# Жозеф Касавубу
Жозе́ф Касавубу́ або Жозеф Каса-Вубу (фр. Joseph Kasa-Vubu; 1910 — 24 березня 1969) — перший президент Республіки Конго (потім Демократичної Республіки Конго) після здобуття країною незалежності від Бельгії 30 червня 1960 року.

## Життєпис
Народився у місті Чела в робітничій родині народності баконго. Освіту здобував у школах при католицьких місіях, у духовній семінарії, а 1940 року отримав диплом учителя. Потім два роки працював викладачем у середній школі. Відмовившись від кар'єри педагога, 1941 року перейшов на службу до бельгійської компанії «Агріфер», працював в інших приватних фірмах бухгалтером. 1942 влаштувався до фінансової служби колоніальної адміністрації, де обіймав посаду інспектора.
З середини 1940-х був у складі керівних органів різних місцевих громадських організацій. 1955 року став одним з авторів «Маніфесту АБАКО» й лідером партії АБАКО (фр. Alliance des Bakongo, Альянс Баконго), конголезької культурної та політичної організації, яка була одним з основних опонентів бельгійської колоніальної адміністрації. Касавубу був прибічником ідеї винятковості народу баконго, збереження його традицій та зміцнення ролі традиційних вождів. Він висував ідею відродження середньовічної держави Конго. У січні 1959 року, після масових демонстрацій у столиці, разом з іншими лідерами національної опозиції був звинувачений бельгійською колоніальною владою в організації заколоту й засуджений до кількох місяців в'язниці, однак невдовзі був звільнений. У грудні того ж року брав участь у конференції політичних партій Конго, які вимагали негайного надання країні незалежності. Касавубу був обраний головою конференції.
1960 року отримав пост мера Дандаля, одного з районів Леопольдвіля. На початку того ж року був одним з провідних представників Конго на Круглому столі у Брюсселі, який ухвалив рішення щодо проголошення незалежності Конго. На конференції виступав проти створення централізованої держави.
На парламентських виборах 11−25 травня 1960 року партія Касавубу здобула лише 12 місць, поступившись партії Патріса Лумумби. Спроба створення урядової коаліції на чолі з Касавубу провалилась, однак 24 червня 1960 парламент обрав його першим главою незалежної держави.
Одразу ж після проголошення незалежності країна поринула у громадянську війну, центром якої стала багата на мінеральні ресурси провінція Катанга. Ситуація ускладнювалась конфліктом між консервативно налаштованим президентом Касавубу та його прем'єр-міністром Патрісом Лумумбою, який мав лівонаціоналістичні погляди. Відкрите протистояння двох перших осіб держави спричинило параліч роботи центрального уряду. Зрештою, 5 вересня 1960 року Касавубу й Лумумба оголосили про відставку один одного.
Невизначеність тривала до 14 вересня, поки командувач армії Жозеф Мобуту відкрито не встав на бік Касавубу. Лумумба, який утворив паралельний уряд у Стенлівілі на півночі Конго, невдовзі був захоплений сепаратистськими формуваннями, що діяли у південній провінції Катанга, й у січні 1961 року застрелений. Тим часом уряд Гізенгі у Стенлівілі 21 березня 1961 року офіційно позбавив Касавубу президентських повноважень за порушення конституції.
Касавубу упродовж наступних років затверджував низку урядів, які працювали за умов громадянської війни, що не припинялась, та зрештою був змушений призначити прем'єром колишнього лідера сепаратистського руху в Катанзі Моїза Чомбе, після того, як 26 листопада 1962 року оголосив амністію учасникам сепаратистського руху
25 листопада 1965 року Жозеф Мобуту повторно узяв владу до своїх рук, скинувши того разу уже президента Касавубу, та був проголошений главою держави, залишаючись на посту упродовж понад 30 років. Касавубу був вигнаний на свою ферму поблизу міста Бома у Нижньому Конго, де без коштів та медичної допомоги помер за три з половиною роки, 24 березня 1969. Пізніше на його могилі збудували мавзолей й відкрили пам'ятник.